# Ari-Pekka Liukkonen
Ari-Pekka Liukkonen (* 9. Februar 1989 in Pieksämäki) ist ein finnischer Freistilschwimmer. Der Teilnehmer an den Olympischen Spielen 2012 in London, 2016 in Rio de Janeiro und 2020 in Tokio erreichte bei Schwimmeuropameisterschaften zwei Bronzemedaillen.
Im Rahmen der Olympischen Spiele 2012 wurde Liukkonen über 50 m Freistil im 7. Vorlauf Achter und Letzter in 22,57 Sekunden.
Bei den Kurzbahneuropameisterschaften 2012 in Chartres gewann die finnische Staffel in der Besetzung Hanna-Maria Seppälä, Laura Kurki, Andrei Tuomola und Ari-Pekka Liukkonen in der Zeit von 1:31,74 min Bronze hinter Frankreich (mit Florent Manaudou und Camille Muffat, 1:29,60) und Russland (1:30,41).
Bei den Schwimmeuropameisterschaften 2014 in Berlin brachte die Zeit von 21,93 s über 50 m Freistil Liukkonen Bronze ein hinter Manaudou (21,32) und dem Polen Konrad Czerniak (21,88).
Liukkonen outete sich Anfang 2014 als schwul.
Während der Eröffnungsfeier der Olympischen Sommerspiele 2020 war er gemeinsam mit der Schützin Satu Mäkelä-Nummela der Fahnenträger seiner Nation.